# ايكو ماتسوموتو
ايكو ماتسوموتو (松本 育夫) (ولد 3 نوفمبر 1941 في أوتسونوميا، اليابان) هو لاعب كرة قدم ياباني شارك في دورة الألعاب الأولمبية الصيفية عام 1968.

## روابط خارجية
1. ↑  "Ikuo Matsumoto Biography and Statistics". Sports Reference. مؤرشف من الأصل في 2019-05-08. اطلع عليه بتاريخ 2009-10-26.

- ايكو ماتسوموتو على موقع الاتحاد الدولي (مؤرشف)  (الإنجليزية)
- ايكو ماتسوموتو على موقع قاعدة بيانات كرة القدم.إي يو (الإنجليزية)
- ايكو ماتسوموتو على موقع ناشيونال فوتبول تيمز (الإنجليزية)
- ايكو ماتسوموتو على موقع Soccerway.com (الإنجليزية)
- ايكو ماتسوموتو على موقع عالم كرة القدم.نت (الإنجليزية)
- ايكو ماتسوموتو على موقع أوليمبيديا (الإنجليزية)